# Oberleitungsbus Ulm
| \| \| \| \| \| \| \| \| Eselsberg 6 \| \| \| \| \| Kelternweg \| \| \| \| \| Fort Unterer Eselsberg \| \| \| \| \| Traminerweg \| \| \| \| \| Ruländerweg \| \| \| \| \| Stachelbeerweg \| \| \| \| \| Burgunderweg \| \| \| \| \| \| \| \| \| \| Multscherschule \| \| \| \| \| Lehrer Tal \| \| \| \| \| Neuer Friedhof 5 \| \| \| \| \| Kliniken Michelsberg \| \| \| \| \| Frauensteige \| \| \| \| \| Schillerhöhe \| \| \| \| \| \| \| \| \| \| Kienlesberg \| \| \| \| \| \| \| \| \| \| Neutorstraße \| \| \| \| \| \| \| \| \| \| Hauptbahnhof \| \| \| \| \| \| \| \| \| \| Steinerne Brücke \| \| \| \| \| Schillerstraße \| \| \| \| \| Betriebshof \| \| \| \| \| Münsterplatz \| \| \| \| \| Rathaus Ulm \| \| \| \| \| Herdbrucker Straße \| \| \| \| \| Donau \| \| \| \| \| Ringbrücke \| \| \| \| \| Neu-Ulm Petrusplatz \| \| \| \| \| Neu-Ulm Amtsgericht \| \| \| \| \| \| \| \| \| \| Neu-Ulm Schützenstraße 5 \| \| \| \| \| Neu-Ulm Gartenstraße \| \| \| \| \| Neu-Ulm Bahnhof \| \| \| \| \| Neu-Ulm Reuttier Straße \| \| \| \| \| Neu-Ulm Augsburger Tor \| \| \| \| \| Gänstorbrücke über die Donau \| \| \| \| \| Basteistraße \| \| \| \| \| Zundeltor 6 \| \| |  |                              |                              |
| U-Bahn-Strecke von links (außer Betrieb) · U-Bahn-Strecke von rechts (außer Betrieb) |  |                              |                              |
| U-Bahn-Strecke (außer Betrieb) · U-Bahn-Bahnhof (Strecke außer Betrieb) |  | Eselsberg 6                  | Eselsberg 6                  |
| U-Bahn-Haltepunkt / Haltestelle (Strecke außer Betrieb) · U-Bahn-Strecke (außer Betrieb) |  | Kelternweg                   | Kelternweg                   |
| U-Bahn-Strecke (außer Betrieb) · U-Bahn-Haltepunkt / Haltestelle (Strecke außer Betrieb) |  | Fort Unterer Eselsberg       | Fort Unterer Eselsberg       |
| U-Bahn-Haltepunkt / Haltestelle (Strecke außer Betrieb) · U-Bahn-Strecke (außer Betrieb) |  | Traminerweg                  | Traminerweg                  |
| U-Bahn-Haltepunkt / Haltestelle (Strecke außer Betrieb) · U-Bahn-Strecke (außer Betrieb) |  | Ruländerweg                  | Ruländerweg                  |
| U-Bahn-Haltepunkt / Haltestelle (Strecke außer Betrieb) · U-Bahn-Strecke (außer Betrieb) |  | Stachelbeerweg               | Stachelbeerweg               |
| U-Bahn-Haltepunkt / Haltestelle (Strecke außer Betrieb) · U-Bahn-Strecke (außer Betrieb) |  | Burgunderweg                 | Burgunderweg                 |
| U-Bahn-Strecke nach links (außer Betrieb) · U-Bahn-Abzweig geradeaus und von rechts (Strecke außer Betrieb) |  |                              |                              |
| U-Bahn-Haltepunkt / Haltestelle (Strecke außer Betrieb) |  | Multscherschule              | Multscherschule              |
| U-Bahn-Haltepunkt / Haltestelle (Strecke außer Betrieb) |  | Lehrer Tal                   | Lehrer Tal                   |
| U-Bahn-Strecke (außer Betrieb) · U-Bahn-Kopfbahnhof Streckenanfang (Strecke außer Betrieb) |  | Neuer Friedhof 5             | Neuer Friedhof 5             |
| U-Bahn-Strecke (außer Betrieb) · U-Bahn-Haltepunkt / Haltestelle (Strecke außer Betrieb) |  | Kliniken Michelsberg         | Kliniken Michelsberg         |
| U-Bahn-Strecke (außer Betrieb) · U-Bahn-Haltepunkt / Haltestelle (Strecke außer Betrieb) |  | Frauensteige                 | Frauensteige                 |
| U-Bahn-Strecke (außer Betrieb) · U-Bahn-Haltepunkt / Haltestelle (Strecke außer Betrieb) |  | Schillerhöhe                 | Schillerhöhe                 |
| U-Bahn-Strecke nach links (außer Betrieb) · U-Bahn-Abzweig geradeaus und von rechts (Strecke außer Betrieb) |  |                              |                              |
| U-Bahn-Haltepunkt / Haltestelle (Strecke außer Betrieb) |  | Kienlesberg                  | Kienlesberg                  |
| U-Bahn-Strecke von links (außer Betrieb) · U-Bahn-Abzweig geradeaus, nach rechts und von rechts (Strecke außer Betrieb) |  |                              |                              |
| U-Bahn-Strecke (außer Betrieb) · U-Bahn-Haltepunkt / Haltestelle (Strecke außer Betrieb) |  | Neutorstraße                 | Neutorstraße                 |
| U-Bahn-Strecke nach links (außer Betrieb) · U-Bahn-Abzweig geradeaus, nach rechts und von rechts (Strecke außer Betrieb) |  |                              |                              |
| U-Bahn-Haltepunkt / Haltestelle (Strecke außer Betrieb) |  | Hauptbahnhof                 | Hauptbahnhof                 |
| U-Bahn-Strecke von links (außer Betrieb) · U-Bahn-Abzweig geradeaus und nach rechts (Strecke außer Betrieb) |  |                              |                              |
| U-Bahn-Haltepunkt / Haltestelle (Strecke außer Betrieb) |  | Steinerne Brücke             | Steinerne Brücke             |
| U-Bahn-Haltepunkt / Haltestelle (Strecke außer Betrieb) · U-Bahn-Strecke (außer Betrieb) |  | Schillerstraße               | Schillerstraße               |
| U-Bahn-Betriebs-/Güterbahnhof Streckenanfang und quer (Strecke außer Betrieb) · U-Bahn-Abzweig geradeaus, nach rechts und von rechts (Strecke außer Betrieb) · U-Bahn-Strecke (außer Betrieb) |  | Betriebshof                  | Betriebshof                  |
| U-Bahn-Strecke (außer Betrieb) · U-Bahn-Haltepunkt / Haltestelle (Strecke außer Betrieb) |  | Münsterplatz                 | Münsterplatz                 |
| U-Bahn-Strecke von links (außer Betrieb) · U-Bahn-Abzweig geradeaus, nach rechts und von rechts (Strecke außer Betrieb) · U-Bahn-Haltepunkt / Haltestelle (Strecke außer Betrieb) |  | Rathaus Ulm                  | Rathaus Ulm                  |
| U-Bahn-Strecke (außer Betrieb) · U-Bahn-Strecke (außer Betrieb) · U-Bahn-Haltepunkt / Haltestelle (Strecke außer Betrieb) |  | Herdbrucker Straße           | Herdbrucker Straße           |
| U-Bahn-Brücke über Wasserlauf (Strecke außer Betrieb) · U-Bahn-Brücke über Wasserlauf (Strecke außer Betrieb) · U-Bahn-Brücke über Wasserlauf (Strecke außer Betrieb) |  | Donau                        | Donau                        |
| U-Bahn-Haltepunkt / Haltestelle (Strecke außer Betrieb) · U-Bahn-Strecke (außer Betrieb) · U-Bahn-Strecke (außer Betrieb) |  | Ringbrücke                   | Ringbrücke                   |
| U-Bahn-Strecke nach links (außer Betrieb) · U-Bahn-Abzweig geradeaus und von rechts (Strecke außer Betrieb) · U-Bahn-Haltepunkt / Haltestelle (Strecke außer Betrieb) |  | Neu-Ulm Petrusplatz          | Neu-Ulm Petrusplatz          |
| U-Bahn-Haltepunkt / Haltestelle (Strecke außer Betrieb) · U-Bahn-Strecke (außer Betrieb) |  | Neu-Ulm Amtsgericht          | Neu-Ulm Amtsgericht          |
| U-Bahn-Strecke nach links (außer Betrieb) · U-Bahn-Abzweig geradeaus und von rechts (Strecke außer Betrieb) |  |                              |                              |
| U-Bahn-Haltepunkt / Haltestelle (Strecke außer Betrieb) |  | Neu-Ulm Schützenstraße 5     | Neu-Ulm Schützenstraße 5     |
| U-Bahn-Haltepunkt / Haltestelle (Strecke außer Betrieb) |  | Neu-Ulm Gartenstraße         | Neu-Ulm Gartenstraße         |
| U-Bahn-Haltepunkt / Haltestelle (Strecke außer Betrieb) |  | Neu-Ulm Bahnhof              | Neu-Ulm Bahnhof              |
| U-Bahn-Haltepunkt / Haltestelle (Strecke außer Betrieb) |  | Neu-Ulm Reuttier Straße      | Neu-Ulm Reuttier Straße      |
| U-Bahn-Haltepunkt / Haltestelle (Strecke außer Betrieb) |  | Neu-Ulm Augsburger Tor       | Neu-Ulm Augsburger Tor       |
| U-Bahn-Brücke über Wasserlauf (Strecke außer Betrieb) |  | Gänstorbrücke über die Donau | Gänstorbrücke über die Donau |
| U-Bahn-Haltepunkt / Haltestelle (Strecke außer Betrieb) |  | Basteistraße                 | Basteistraße                 |
| U-Bahn-Kopfbahnhof Streckenende (Strecke außer Betrieb) |  | Zundeltor 6                  | Zundeltor 6                  |

Der Oberleitungsbus Ulm war ein Oberleitungsbus-Betrieb in der baden-württembergischen Stadt Ulm. Er bestand vom 14. Mai 1947 bis zum 23. Oktober 1963 und ergänzte die Straßenbahn Ulm. Elektrisch betrieben wurden die Linien 5 und 6, beide verkehrten über die Donau hinweg bis in die bayerische Nachbarstadt Neu-Ulm. Betreibergesellschaft waren – wie bei der Straßenbahn – die Straßenbahnen der Stadt Ulm, heute SWU.

## Geschichte
Nachdem am 18. Oktober 1906 der Stadtteil Söflingen an das Ulmer Straßenbahnnetz angeschlossen worden war, wurden weitere Linien zum Neuen Friedhof und in die an der Donau gelegene Friedrichsau geplant. Wegen der hohen Baukosten einer Straßenbahn überlegte die Stadt Ulm die Einrichtung eines Oberleitungsbusses, damals als gleislose Straßenbahn bezeichnet, wobei die im Juli 1907 eröffnete Stadtbahn Mülhausen im Elsass als Vorbild diente. Auch ein Besuch bei einem Hersteller solcher Systeme, der Gesellschaft für gleislose Bahnen Max Schiemann & Co. in Wurzen, verlief ernüchternd. Daraufhin wurde beschlossen, die weitere Entwicklung des Oberleitungsbusses abzuwarten, wodurch auch die Pläne für die Erweiterung der Straßenbahn vorerst nur eingeschränkt verwirklicht wurden. Dies erfolgte ab 1908 mit der Platzgassenlinie und der Strecke durch die König-Wilhelm-Straße.
Die Idee, in Ulm einen Oberleitungsbus einzurichten, kam aufgrund des technischen Fortschritts dieses Verkehrsmittels in den 1930er Jahren wieder auf. Im November 1935 bot der Hersteller Brown, Boveri & Cie. (BBC) den Ulmer Verkehrsbetrieben seine Fahrzeuge an. 1939 begannen die Planungen für eine Obuslinie vom Münsterplatz über das Hafenbad und die Frauenstraße zum Neuen Friedhof, auch und nicht zuletzt deshalb, um der ortsansässigen Herstellerfirma Käßbohrer eine Test- und Referenzstrecke zur Verfügung zu stellen. Am 28. Oktober 1941 beschloss der Stadtrat, die Straßenbahnlinie 4 vom Krankenhaus über den Hauptbahnhof zum Kuhberg auf Oberleitungsbus-Betrieb umzustellen, was jedoch kriegsbedingt und auch danach nie verwirklicht wurde. Die Ausführung der geplanten Straßenbahnlinien 5 und 6 als Obuslinien wurde vorerst zurückgestellt. Der Antrag der Stadt Ulm auf Umstellung des Straßenbahnbetriebs auf Oberleitungsbusse und Auslieferung der dafür nötigen Fahrzeuge wurde vom Reichsverkehrsministerium jedoch abgelehnt, da Arbeitskräfte und Rohstoffe wegen des Zweiten Weltkriegs für dringendere Projekte benötigt wurden. Das Projekt sollte deshalb nach dem Kriegsende realisiert werden.
Die von der Straßenbahnlinie 2 vom Ulmer Hauptbahnhof zum Bahnhof Neu-Ulm benutzte Herdbrücke über die Donau wurde im Krieg schwer beschädigt. Dadurch konnte der Straßenbahnbetrieb zwischen Ulm und Neu-Ulm nicht sofort wieder aufgenommen werden. Stattdessen plante die Stadt Ulm eine neue Obuslinie 5 vom Zundeltor beim Berliner Platz (heute Willy-Brandt-Platz) über den Bahnhof Neu-Ulm und den Ulmer Hauptbahnhof zum Neuen Friedhof. Im Mai 1947 wurde eine Fahrleitung zwischen dem Zundeltor und dem Neu-Ulmer Bahnhof errichtet und am 24. Mai der Planbetrieb auf diesem 3,5 Kilometer langen Abschnitt aufgenommen. Bis November 1947 wurde auch der Abschnitt vom Bahnhof Neu-Ulm über die im Krieg gesprengte, und durch eine hölzerne Behelfsbrücke ersetzte, Schillerbrücke bis zur Kreuzung mit der Zinglerstraße (nähe Ehinger Tor) mit einer Fahrleitung versehen, sodass am 20. November der Betrieb aufgenommen werden konnte. Am 10. Juli 1948 wurde die Verlängerung von der Schillerstraße über den Hauptbahnhof zum Neuen Friedhof eröffnet, womit die gesamte Linie 5 in Betrieb stand. Am 3. Mai 1952 wurde auch die, seit Dezember 1951 für die Bauarbeiter der neuen Siedlung auf dem Eselsberg verkehrende, Omnibuslinie 6 vom Münsterplatz zum Eselsberg elektrifiziert. Gleichzeitig wurde eine neue Obusstrecke vom Ulmer Hauptbahnhof via Münsterplatz, Ulmer Rathaus und Herdbrücke nach Neu-Ulm zur Marienstraße errichtet und die Linie 5 auf diese Strecke verlegt. Die bisher von der Linie 5 genutzte Route vom Hauptbahnhof über die Schillerbrücke nach Neu-Ulm wurde fortan von der neuen Linie 6 bedient, die außerdem den Abschnitt über den Neu-Ulmer Bahnhof zum Zundeltor von der Linie 5 übernahm.
Somit gab es nun folgende Linienführungen:
- Linie 5, 3,3 Kilometer: Neuer Friedhof – Ulm Hauptbahnhof – Münsterplatz – Neu-Ulm Marienstraße
- Linie 6, 7,2 Kilometer: Eselsberg – Ulm Hauptbahnhof – Schillerbrücke – Neu-Ulm Schützenstraße – Bahnhof Neu-Ulm – Zundeltor[3]

Ab dem 17. Dezember 1954 überquerte die Linie 6 die Donau über die Ringbrücke, die heutige Adenauerbrücke, anstatt wie bisher über die baufällig gewordene und in der Folge abgerissene Schillerbrücke. Ab dem 15. Oktober 1956 wurde die Linie 6 am Eselsberg über eine große Häuserblockschleife geführt. 1958 wurde die Linie 5 zwischen Hauptbahnhof und Neuer Friedhof auf Dieselbusse umgestellt und in der Folge zusammen mit der Linie 6 zum Eselsberg geführt. 1962 beschloss die Stadt Ulm die Stilllegung des Oberleitungsbusnetzes. Am 17. März 1963 wurde daraufhin der Betrieb der Linie 6 eingestellt, den nun die Linie 5 komplett übernahm, bis diese am 23. Oktober 1963 ebenfalls eingestellt wurde, worauf die Fahrleitung abgebaut wurde.

## Fahrzeuge
Für den Ulmer Obusbetrieb bauten die örtlichen Kässbohrer Fahrzeugwerke eigene Fahrzeuge. Die zweiachsigen Obusse bestanden aus alten Henschel-Fahrgestellen aus der Vorkriegszeit, auf die ein neuer Aufbau gesetzt wurde. Sie wurden mit Elektromotoren des italienischen Elektrotechnikkonzerns Compagnia Generale di Elettricità (CGE) angetrieben, die übrige elektrische Ausrüstung stammte von Brown, Boveri & Cie. (BBC). Am 15. Mai 1947 wurde der erste Obus der Öffentlichkeit vorgestellt. Am 24. Mai wurde der planmäßige Betrieb mit zwei Fahrzeugen aufgenommen. Im September 1947 wurden vier weitere Wagen in Betrieb genommen, 1948 folgten zwei weitere und 1949 wurde der letzte Obus dieser Baureihe dem Betrieb übergeben. Die zusammen neun Wagen trugen die Betriebsnummern 101 bis 109 und wurden alle 1963 ausgemustert.
Da zu Beginn des Oberleitungsbusbetriebs keine Obus-Fahrleitung zum Betriebshof existierte, wurde ein Bügelwagen gebaut, damit die Obusse zwischen dem Endpunkt Zundeltor bzw. Berliner Platz und dem Betriebshof mit eigener Kraft fahren konnten. Der Bügelwagen bestand aus einer Montageleiter mit Stromabnehmer, die auf den Straßenbahnschienen rollte und den Strom aus der Straßenbahnfahrleitung entnahm. Dieser wurde hinter den Obus gehängt und durch Kabel mit dessen Stromabnehmern verbunden. Die Rückführung des Fahrstromes erfolgte über die Schienen. Mit dem Erreichen der Kreuzung Schiller-/Zinglerstraße wurde von dort eine Obus-Fahrleitung zum Betriebshof installiert, was das umständliche Prozedere mit dem Bügelwagen obsolet machte.
Von 1954 bis 1958 wurde eine zweite Serie von sieben zweiachsigen Oberleitungsbussen mit den Nummern 110 bis 116 geliefert. Wie die erste Baureihe besaßen sie Henschel-Fahrgestelle, GCE-Motoren und eine BBC-Ausrüstung. Mit ihrem Diesel-Hilfsantrieb, der aus einem Generator und einem Volkswagen-Motor bestand, konnten sie auch Abschnitte ohne Fahrleitung befahren. Diese zweite Serie besaß eine Dachrandverglasung. Die ersten drei Wagen, 110 bis 112, wurden bereits 1962 wieder außer Dienst gestellt, die Wagen 113 bis 116 nach der Betriebseinstellung 1963.
Alle Obusse wurden immer solo eingesetzt. Nach der Einstellung des Betriebs wurden alle verschrottet.